# Cumulanti
In calcolo della probabilità, data una variabile aleatoria {\displaystyle X}, si chiamano cumulanti determinate combinazioni dei suoi momenti, definite in modo da "separare" l'informazione apportata da ciascuno di essi. In particolare il cumulante n-esimo {\displaystyle \kappa _{n}} rappresenta l'informazione aggiuntiva apportata "dall'ordine n". La conoscenza progressiva dei cumulanti di una variabile permette quindi di ricostruire la funzione di distribuzione di probabilità {\displaystyle p(x)} in modo sempre più dettagliato.

## Motivazione
Data una variabile casuale, in genere non è possibile conoscere la forma esatta della funzione di distribuzione di probabilità {\displaystyle p(x)}; molto più frequentemente è possibile ricavare informazioni sui momenti della distribuzione {\displaystyle p(x)}.
Al crescere dell'ordine, i momenti forniscono un'informazione quanto più dettagliata sulla forma della distribuzione; la funzione di correlazione all'ordine n-esimo contiene buona parte dell'informazione già nota dagli ordini più bassi: l'esempio più immediato è la {\displaystyle \mathbb {E} [x^{2}]} che dipende evidentemente dalle proprietà di {\displaystyle \mathbb {E} [x]} (ad esempio nel moto browniano sia {\displaystyle x} la velocità, è ovvio che l'energia cinetica media dipende dalla velocità di drift della particella; ma a questa vanno aggiunti i termini dovuti alle fluttuazioni che rappresentano la vera informazione in più che proviene dalla conoscenza della {\displaystyle \mathbb {E} [x^{2}]}: l'informazione in più è quella relativa alla varianza, che è il cumulante del secondo ordine).

## Definizione
Data una variabile casuale X, si definisce funzione generatrice dei cumulanti il logaritmo della funzione generatrice dei momenti:
{\displaystyle g(t):=\ln \mathbb {E} [e^{tX}]}
Questa funzione si può sviluppare in serie di Taylor nella variabile t. Si definisce cumulante di ordine m la derivata m-esima di {\displaystyle g(t)} in zero:
{\displaystyle \kappa _{m}=\left.{\frac {d^{m}g}{dt^{m}}}\right|_{t=0}}
cosicché lo sviluppo in serie della funzione generatrice si può scrivere come
{\displaystyle g(t)=\sum _{m=0}^{\infty }\kappa _{m}{\frac {t^{m}}{m!}}}
I coefficienti cosí ottenuti sono legati ai momenti della variabile X da semplici relazioni algebriche:
{\displaystyle {\begin{aligned}\kappa _{1}&=g'(0)=\mu '_{1}=\mu ,\\\kappa _{2}&=g''(0)=\mu '_{2}-{\mu '_{1}}^{2}=\sigma ^{2},\\&{}\ \ \vdots \\\kappa _{n}&=g^{(n)}(0),\\&{}\ \ \vdots \end{aligned}}}
Dove σ2 è la varianza (Var(x)) e dove μ è la media della variabile aleatoria X.
La relazione che lega i cumulanti con le funzioni di correlazione purtroppo non sono immediate come nel caso della varianza, esse sono nella forma della formula di Faà di Bruno che esprime in forma compatta la derivata della funzione composta {\displaystyle \ln \mathbb {E} [e^{tX}]}.